# ویلی گورت
ویلی گورت (انگلیسی: Willy Guéret؛ زادهٔ ۳ اوت ۱۹۷۳) بازیکن فوتبال اهل فرانسه است.
از باشگاه‌هایی که در آن بازی کرده‌است می‌توان به باشگاه فوتبال کترینگ تاون، باشگاه فوتبال سوانزی سیتی، باشگاه فوتبال میلتون کینز دونز، باشگاه فوتبال لو مان، باشگاه فوتبال ستاره سرخ، و باشگاه فوتبال میلوال اشاره کرد.